# Zhang Bo
Zhang Bo (张博S, Zhāng BóP; Liaoning, 30 settembre 1990) è un ex cestista cinese.

## Carriera
Con la Cina ha disputato due edizioni dei Campionati asiatici (2011, 2013).